# ليندا لاوبنشتاين
كانت ليندا جين لوبنشتاين (21 مايو 1947 - 15 أغسطس 1992)، طبيبة أمريكية وباحثة في فيروس نقص المناعة البشرية / الإيدز في وقت مبكر. كانت من أوائل الأطباء في الولايات المتحدة الذين عرفوا وباء الإيدز في أوائل الثمانينيات، وشاركت في تأليف أول مقال يربط مرض الإيدز بساركوما كابوزي.
نشأت لوبنشتاين في بارينغتون، رود آيلاند، حيث أُصيبت بشلل الأطفال في طفولتها واستخدمت كرسيًا متحركًا لبقية حياتها. تخرجت من كلية بارنارد في عام 1969 وحصلت على شهادتها الطبية من كلية الطب بجامعة نيويورك، حيث تخصصت في أمراض الدم والأورام. واصلت عملها إلى أن أصبت أستاذة سريرية قبل مغادرتها للتركيز على علاج مرضى الإيدز في ممارستها الخاصة. بالإضافة إلى عملها الطبي، كانت ناشطة صريحة في مجال الإيدز وشاركت في تأسيس منظمة غير ربحية، والتي وفرت فرص العمل للأشخاص المصابين بالإيدز.
بعد وفاة لوبنشتاين في عام 1992 بعد أن بلغت من العمر 45 عامًا، أنشأت وزارة الصحة لولاية نيويورك جائزة سميت باسم أطباء فيروس نقص المناعة البشرية / الإيدز.

## بداية حياتها
ولدت ليندا لوبينشتاين في 21 مايو 1947 في بوسطن، ماساتشوستس، لبريسيلا وجورج لوبينشتاين. عملت والدتها كمدرس ما قبل المدرسة للتعليم الخاص، بينما عمل والدها كوكيل مشتريات لشركة بروفيدنس جاز. عندما كانت طفلة، أصيبت بالربو الحاد وأصيبت بشلل الأطفال في سن الخامسة. وضعت في رئة حديدية لمدة ثلاثة أشهر لمنع فشل الجهاز التنفسي وتركت مصابة بشلل نصفي؛ كانت تستخدم كرسيًا متحركًا لبقية حياتها. نظرًا لعدم قدرتها على الالتحاق بالمدرسة الابتدائية جسديًا، أُعد اتصال داخلي من غرفتها الدراسية إلى منزلها.لم يكن لدى مدرستها الثانوية مصعد، لذا عندما احتجت إلى حضور دروس في الطابق الثاني، كان أعضاء فريق كرة القدم في المدرسة يحملون كرسيها المتحرك لأعلى ولأسفل الدرج. اختارت الالتحاق بكلية بارنارد لأن الحرم الجامعي كان متاحًا لمستخدمي الكراسي المتحركة. كانت تطمح غي أن تصبح طبيبة فذهبت للدراسة في كلية الطب بجامعة نيويورك وحصلت على درجة الدكتوراه في عام 1973، واستكملت فترة التدريب والإقامة والزمالة بحلول عام 1978.

## الحياة المهنية
أثناء عملها في عيادة خاصة في مدينة نيويورك، لاحظت زيادة مفاجئة في عدد حالات ساركوما كابوزي -وهو سرطان نادر يمكن التعرف عليه لاحقًا على أنه مرض محدد للإيدز- لدى الشباب المثليين المصابين بنقص المناعة. شاركت مع ألفين فريدمانكين -أخصائية الأمراض الجلدية- في تأليف أول مقالة منشورة حول ظهور ساركوما كابوزي في الرجال المثليين. أول مريض قامت بتشخيصه بساركوما كابوزي في عام 1979 كانت رجلاً مثليًا مصابًا بطفح جلدي عام وتضخم الغدد الليمفاوية. بعد أسبوعين، طلب منها أحد الزملاء رؤية مريض آخر، وهو رجل مثلي آخر مصاب بالمرض نفسه. اتضح أن كلا الرجلين صديقان ل غيتان دوغا الذي غالبا يُطلق عليه «المريض رقم صفر» لفيروس نقص المناعة البشرية / الإيدز في أمريكا الشمالية، والذي أوضح الرجلان للوبيشتاين أنه أصيب بطفح مشابه.
شاركت لوبنشتاين في تأسيس صندوق أبحاث ساركوما كابوزي في عام 1983. وفي نفس العام، رتبت هي وفريدمان كين أول مؤتمر طبي على المستوى الوطني حول الإيدز في جامعة نيويورك. نُشرت مجموعة من الأبحاث التي عُرضت في المؤتمر في عام 1984 في مجلد بعنوان الإيدز: وباء ساركوما كابوزي والالتهابات الانتهازية، والذي حررته اوبنشتاين مع فريدمان كين. في عام 1986، أسست هي وجيفري بي غرين منظمة غير ربحية، حيث قدمت خدمات مكتبية للشركات، واستخدمت مرضى الإيدز الذين فقدوا وظائفهم بسبب المرض وساعدتهم في العثور على وظائف جديدة. وُصفت جرين لوبنشتاين بأنها «طبيبة الإيدز القصوى» بسبب الرعاية التي قدمتها لمرضاها.

## مشاكلها الصحية ووفاتها
أصيبت لوبنشتاين بالتهاب الزائدة الدودية في عام 1984 وكانت خائفة من الخضوع لعملية جراحية بسبب خطر التخدير العام الذي قد يشكله على رئتيها اللتين تعرضتا بالفعل لشلل الأطفال. بعد العملية، واجه جراحوها مشكلة في فصلها عن جهاز التنفس الصناعي وعانت من انهيار ذهاني يتطلب الدخول إلى مستشفى للأمراض النفسية، وأوضح الأطباء النفسيين أن الهلوسة لها بسبب نقص الأكسجة من التخدير. في عام 1990، مرضت بمزيج من الربو والتهاب المعدة والأمعاء وفشل الجهاز التنفسي، على الرغم من أنها استمرت في العمل. بدأت في تناول الستيرويدات القشرية بسبب مشاكلها التنفسية التي تفاقمت بسبب الحساسية تجاه قطتيها الأليفتين.
توفيت عن عمر يناهز 45 عامًا في 15 أغسطس 1992 بينما كانت في منزل عائلتها في تشاتام، ماساتشوستس.